# Shanzhai-Markt
Als Shanzhai-Markt (Shan Zhai; chinesisch: 山寨; Pinyin: shānzhài) wird der graue Markt von unlizenzierten Produktherstellern bezeichnet, die Produktfälschungen oder Plagiate herstellen und vertreiben.

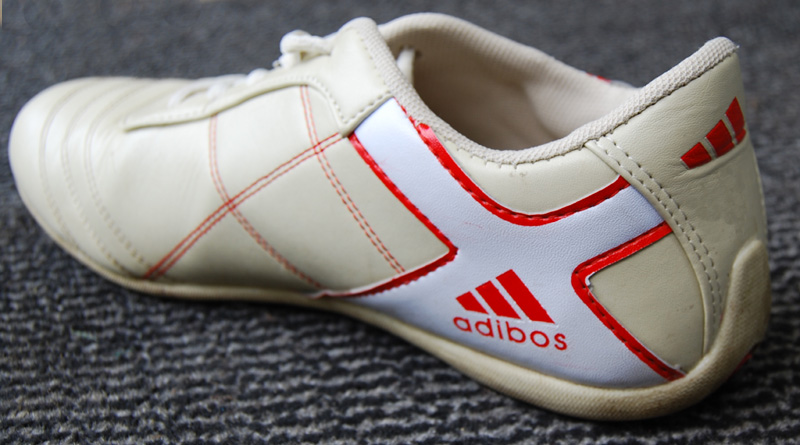
Plagiat eines adidas-Schuhs (Markenname „adibos“)

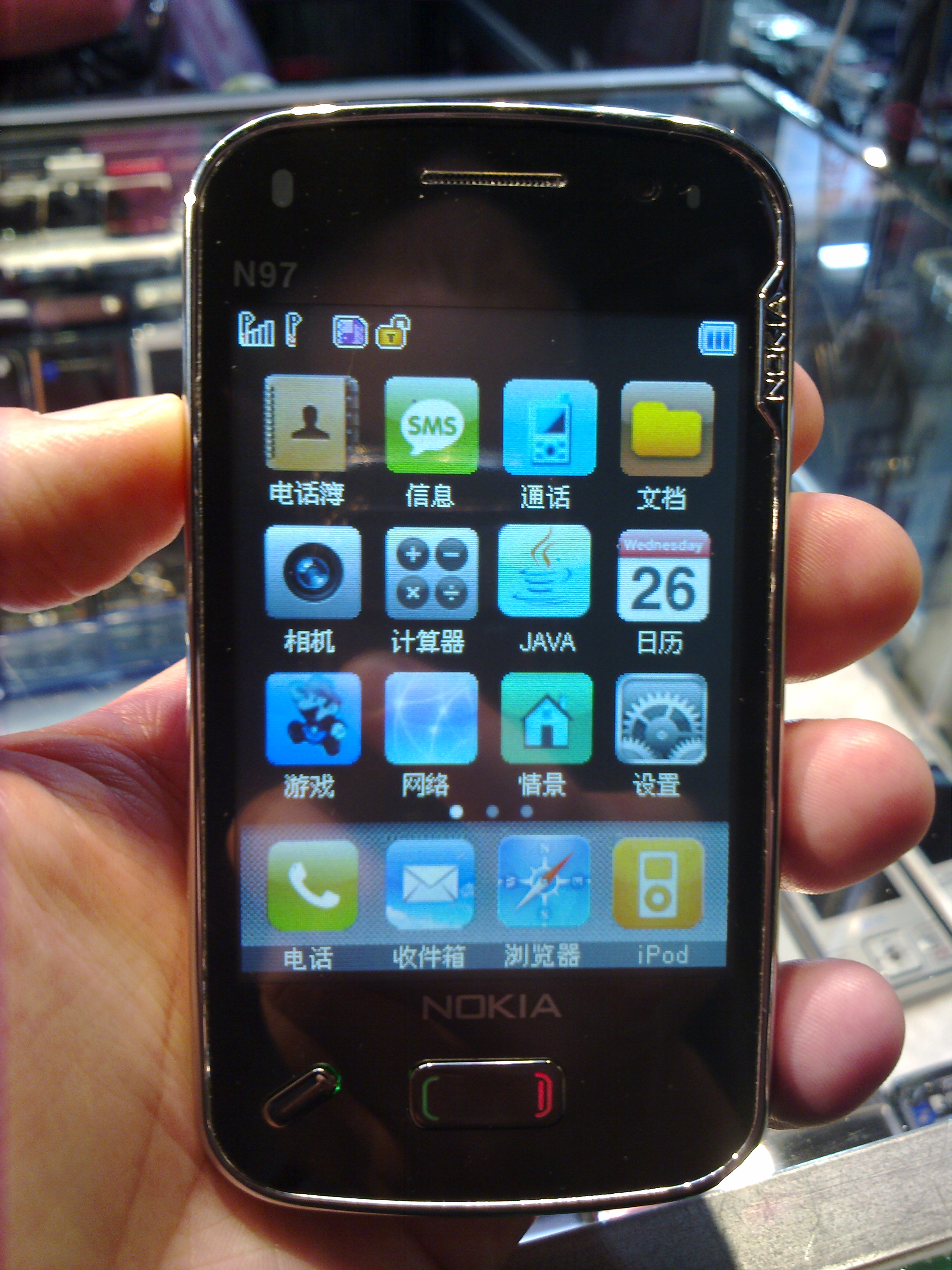
2009-11-23 Fake N97 with iPhone OS -- all kinds of wrong

## Begriffsgeschichte
Das Wort Shanzhai hat auch einen sprachlichen Bezug zum chinesischen Wort Bergdorf (山寨, shānzhài), womit nicht kontrollierbare Herstellungsorte im Hinterland gemeint sind.
Der Begriff shānzhài kam in der traditionellen chinesischen Sprache erstmals während der Song-Dynastie auf und konnte sich im Sinne des Bergdorfes auf ein „verwunschenes Dorf“ beziehungsweise eine „belagerte Bergfestung“ beziehen. Tapfere Helden kämpften dabei ursprünglich gegen unerbetene, korrupte Regierungsbeamte. Später erhielt der Begriff eine herabwürdigende Konnotation; aus Helden wurden Räuber.
Mit der Öffnung Chinas für die internationalen Märkte mutierte der Begriff im Zuge sich etablierender Produktpiraterie zum Inbegriff gefälschter Ware und Diebstahl geistigen Eigentums.

## Marktentwicklung
Ende der 2000er-Jahre erlebte der Shanzhai-Markt seinen Höhepunkt, insbesondere im Bereich der Mobiltelefone. Schätzungen zufolge machten Shanzhai-Handys im Jahr 2010 etwa 20 % des globalen Mobiltelefonmarktes aus, wobei sie besonders in Asien, Afrika und Lateinamerika gefragt waren.
Der ursprünglich als bloße Produktpiraterie charakterisierte Markt entwickelte sich seit den 2010er-Jahren zu einem komplexen Ökosystem, das sowohl Imitation als auch Innovation beinhaltet.

## Kulturkritik
Laikwan Pang argumentiert – ähnlich wie Byung-Chul Han und Thomas Adebahr –, dass die Kreativwirtschaft – in der Kreativität ein individuelles Gut ist, das zu Waren gemacht und als Eigentum geschützt wird – eine Intensivierung der westlichen Moderne und des Kapitalismus ist, die im Widerspruch zu wichtigen Aspekten der chinesischen Kultur steht. Sie stellt die chinesische Kultur des Kopierens in den Kontext von Appropriation Art.